# هاغيبوستاد
هاغيبوستاد (بالنرويجية: Hægebostad) هي بلدية في جنوب النرويج وتتبع إدارياً لمقاطعة فست أغدر.

## المناخ
يظهر الجدول التالي التغييرات المناخية على مدار السنة لهاغيبوستاد:
| البيانات المناخية لـهاغيبوستاد             | البيانات المناخية لـهاغيبوستاد | البيانات المناخية لـهاغيبوستاد | البيانات المناخية لـهاغيبوستاد | البيانات المناخية لـهاغيبوستاد | البيانات المناخية لـهاغيبوستاد | البيانات المناخية لـهاغيبوستاد | البيانات المناخية لـهاغيبوستاد | البيانات المناخية لـهاغيبوستاد | البيانات المناخية لـهاغيبوستاد | البيانات المناخية لـهاغيبوستاد | البيانات المناخية لـهاغيبوستاد | البيانات المناخية لـهاغيبوستاد | البيانات المناخية لـهاغيبوستاد |
| الشهر                                      | يناير                          | فبراير                         | مارس                           | أبريل                          | مايو                           | يونيو                          | يوليو                          | أغسطس                          | سبتمبر                         | أكتوبر                         | نوفمبر                         | ديسمبر                         | المعدل السنوي                  |
| ------------------------------------------ | ------------------------------ | ------------------------------ | ------------------------------ | ------------------------------ | ------------------------------ | ------------------------------ | ------------------------------ | ------------------------------ | ------------------------------ | ------------------------------ | ------------------------------ | ------------------------------ | ------------------------------ |
| المتوسط اليومي °م (°ف)                     | −2.3 (27.9)                    | −2.4 (27.7)                    | 0.1 (32.2)                     | 3.5 (38.3)                     | 8.8 (47.8)                     | 13.0 (55.4)                    | 14.3 (57.7)                    | 13.4 (56.1)                    | 9.8 (49.6)                     | 6.4 (43.5)                     | 2.0 (35.6)                     | −1.1 (30.0)                    | 5.5 (41.9)                     |
| الهطول مم (إنش)                            | 156 (6.1)                      | 109 (4.3)                      | 110 (4.3)                      | 68 (2.7)                       | 95 (3.7)                       | 89 (3.5)                       | 99 (3.9)                       | 131 (5.2)                      | 178 (7.0)                      | 211 (8.3)                      | 200 (7.9)                      | 159 (6.3)                      | 1٬605 (63.2)                   |
| المصدر: Norwegian Meteorological Institute |                                |                                |                                |                                |                                |                                |                                |                                |                                |                                |                                |                                |                                |

## توأمة
لهاغيبوستاد اتفاقيات توأمة مع:
- زالاو